# 德国入侵丹麦

入侵線路

1940年4月9日，德国進攻丹麦（丹麥語：Invasionen af Danmark i 1940），这次戰役是挪威戰役的前奏，也是威悉演習行動的一部分。納粹德國入侵丹麥的主要目的是將丹麦作为進攻挪威的跳板，以确保未來納粹德國進攻挪威時的补给线安全。該場戰役僅持續4個小時，丹麥政府便宣告投降。是第二次世界大戰持續時間最短的戰役之一。
尽管事先丹麦军队收到了有關納粹德國即將進攻的警告，但丹麥政府僅派遣少量軍隊应付納粹德國的入侵。1940年4月9日04:15，丹麥位於帕茲堡和庫拉薩的防線被德軍突破。很快德軍推進至阿馬林堡宮。4月9日08:34，丹麥政府宣佈投降。